# Giuseppe Telfener
Giuseppe Telfener (Foggia, Reino de las Dos Sicilias, 26 de mayo de 1839 - Torre del Greco, Reino de Italia, 1 de enero de 1898) fue un empresario, noble y político italiano. Es conocido por haber administrado la Casa de Saboya  y su empresa de ingeniería, la cual adjudicó contratos ferroviarios en Argentina y Estados Unidos.
Telfener nació en una familia de comerciantes de Val Gardena que luego se mudó a Foggia. Realizó sus estudios secundarios asistiendo en el Real Colegio de Lucera y las Escuelas Pías de los Padres Escolapios. Estudió matemáticas en la Universidad de Nápoles y comenzó a colaborar con algunos de los ingenieros ferroviarios italianos más importantes. En 1870 se trasladó a Argentina donde se distinguió por haber construido la vía que une a las provincias de Córdoba y Tucumán (actuales CC7 y CC), una de las más largas de América Latina en ese momento.

El Conde Telfener fue el presidente y uno de los constructores del ferrocarril de Nueva York, Texas y México, conocido como "Línea de macarrones". 

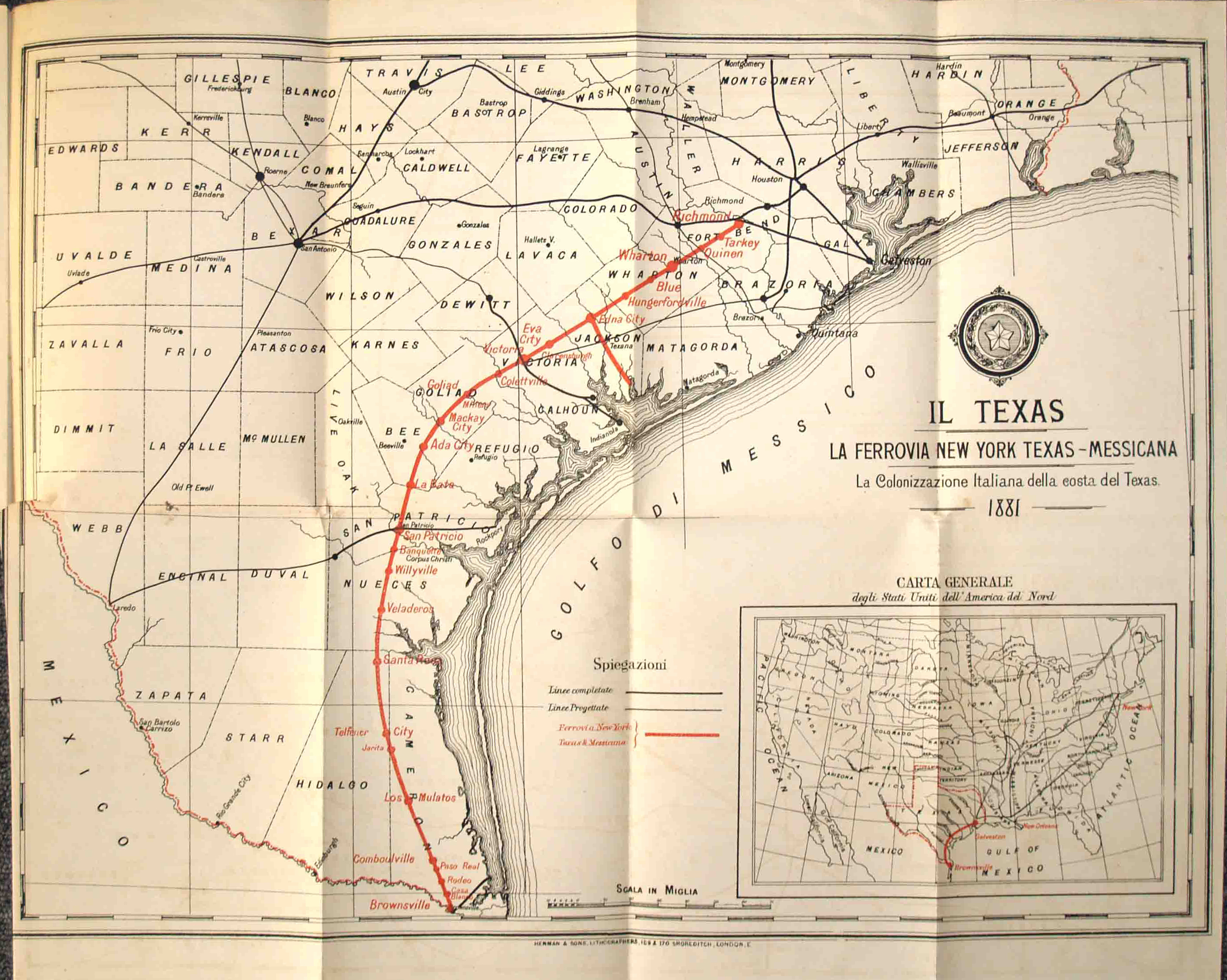
Giuseppe Telfener, Il Texas: La Ferrovia New York Texas - Messicana, 1881

Telfener persiguió sus intereses financieros y deportivos hasta su fallecimiento en Nápoles el 1 de enero de 1898.
Con el tendido de sus vías se fundaron Villa Télfener, Tucumán, Argentina y Telferner, Texas, Estados Unidos.